# Flavocetraria

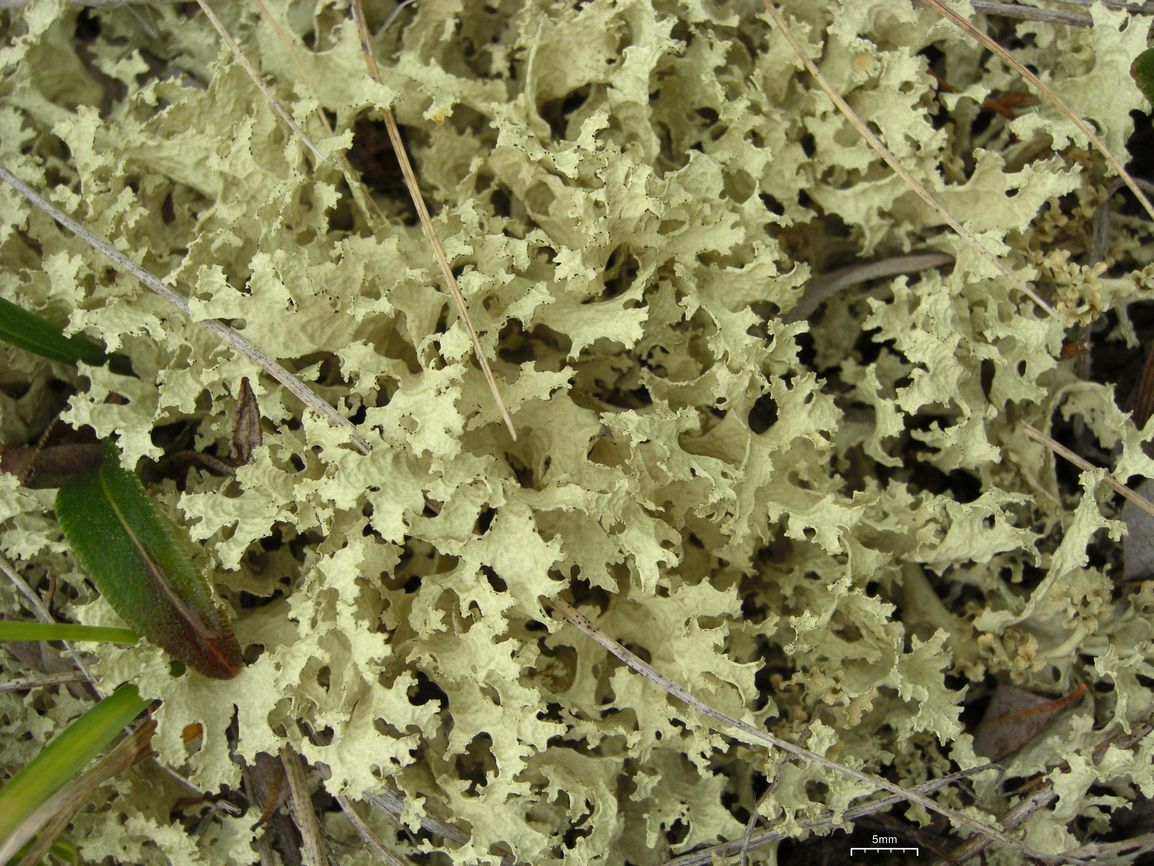
Schneeflechte (Flavocetraria nivalis)

Die Gattung Flavocetraria umfasst drei Arten von Strauchflechten mit blassgelblichen Lappen, die ursprünglich  zur Gattung  Cetraria gezählt wurden. Sie sind arktisch-alpin verbreitet, finden sich jedoch auch vereinzelt auf der Südhalbkugel. Zwei Arten, die Kapuzenflechte und die Schneeflechte, kommen auch in Mitteleuropa vor.

## Beschreibung
Die Flechten der Gattung Flavocetraria sind bodenbewohnende Strauchflechten. Sie  wachsen aufrecht mit flachen oder röhrigen, spärlich verzweigten Lappen.  Ihre Photobionten gehören der Algengattung Trebouxia  an. Auf der Unterseite der Lappen befinden sich Pseudocyphellen. Die Arten der Gattung haben braune, endständige  Apothecien, die jedoch nur selten auftreten. Die Ascosporen sind einzellig und ellipsoid.  Die randständigen, schwarzen Pyknidien produzieren kleine, hantelförmige Pyknosporen.  Alle Arten enthalten u. a. Usninsäure.

## Arten
- Kapuzenflechte (F. cucullata)
- F. minuscula. Diese Art ähnelt einer kleinen Kapuzenflechte. Sie kommt von Ostsibirien bis Alaska vor.[1]
- Schneeflechte (F. nivalis)

## Systematik und Etymologie
Kärnefelt und Thell stellten 1994 die blassgelblichen, dem Isländischen Moos ähnelnden Flechten in die eigene Gattung  Flavocetraria. Typusart ist die Kapuzenflechte Flavocetraria cucullata.
Der Name Flavocetraria leitet sich vom lateinischen Wort   flavus „gelb“ und der Gattung Cetraria ab. Der Name  Cetraria kommt vom lateinischen Wort caetra  „kleiner leichter Lederschild“ und bezieht sich darauf, dass die Lagerabschnitte des Isländischen Mooses oft glänzend braun sind.